# Meredith Vieira
Meredith Louise Vieira (nacida el 30 de diciembre de 1953) es una periodista, personalidad de televisión, y presentadora de concursos  estadounidense de origen portugués. Es principalmente conocida por sus papeles como la moderadora original de The View, un talk show producido por American Broadcasting Company (ABC), desde 1997 hasta 2006, y como una copresentadora de Today, un programa de noticias de la National Broadcasting Company (NBC), desde 2006 hasta 2011. Contribuye a Dateline NBC como una presentadora, y es la presentadora actual del programa de concursos Who Wants to Be a Millionaire, en una versión sindicada que debutó en 2002 como una continuación de su versión original en horario estelar, presentada por Regis Philbin. También fue la presentadora de Intimate Portrait, una serie en Lifetime que crónica las vidas de mujeres en arte, entretenimiento, política, negocios, ciencia, periodismo, y deportes.

## Inicios
Vieira es la hija más joven de Mary Louisa Elsie Rosa Silveira Vieira (28 de octubre de 1904–5 de noviembre de 2004) y el Dr. Edwin Vieira (15 de mayo de 1904–febrero de 1987), ambos portugueses-estadounidenses de primera generación. Todos los abuelos de Vieira vinieron de los Azores (tres de la Isla de Faial, una de las nueve islas del archipiélago). Buscando una vida mejor en Nueva Inglaterra, se establecieron cerca de Providence, Rhode Island a finales del siglo XIX y principios del siglo XX. Tiene tres hermanos mayores. Vieira creció como católica, pero ha declarado en varias entrevistas tener "espiritualidad en vez de religión." Vieira asistió a la Lincoln School, una escuela cuáquera para niñas en Providence. Se graduó magna cum laude en Inglés de la Universidad Tufts, y comenzó su carrera en 1975 como locutora de noticias para WORC-AM, una emisora de radio en Worcester, Massachusetts. Comenzó su trayectoria en televisión como reportera y presentadora local para WJAR-TV en Providence. Posteriormente llegó a las noticias de WCBS-TV en la Ciudad de Nueva York, donde fue reportera de investigación desde 1979 hasta 1982.

## Carrera en la televisión nacional

### Primeros años
Vieira ganó reconocimiento nacional por primera vez cuando trabajó como reportera en la oficina en Chicago del Columbia Broadcasting System (CBS) desde 1982 hasta 1984. Más tarde se convirtió en corresponsal de noticieros nacionales, incluyendo West 57th desde 1982 hasta 1985, y 60 minutos desde 1989 hasta 1991. Su asignación final para CBS fue como copresentadora de The CBS Morning News desde 1992 hasta 1993. Se trasladó a la ABC inicialmente como corresponsal de noticias para l Turning Point desde 1994 hasta 1997. Sin embargo, no quería hacer reportajes porque ese trabajo requería viajar mucho, por lo que nadie más tuvo interés en darle empleo. Así, terminó su paso por Turning Point y pasó a reinventarse a sí misma.

### The View
Vieira se convirtió en la primera copresentadora de The View, un programa de entrevistas emitido por la American Broadcasting Company (ABC), cuando se estrenó el 11 de agosto de 1997. Sus papeles especiales como moderadora incluían introducir el segmento "Hot Topics" ("Temas de Actualidad") y guiar las conversaciones. Cuando Vieira hizo su aparición final en The View el 9 de junio de 2006, sus copresentadoras le regalaron un asado.
Durante su estancia en The View, Vieira también presentó Intimate Portrait, un programa en Lifetime sobre las vidas de celebridades femeninas en varios campos, desde 1999 hasta 2003.
En agosto de 2006 Vieira dijo a Time que no ha visto The View desde que dejó el programa, excepto el episodio en que Star Jones anunció su salida del programa. Dijo que lo que le había sucedido al programa era "muy triste": "Estoy orgullosa del trabajo que hicimos allí, pero no es un buen momento en la historia de la serie... Es difícil de ver. De alguna manera, se convirtió en una broma." El 29 de agosto de 2006 Vieira aclaró a The New York Post que no quería decir que The View fue una broma, sino que la entrevista estaba fuera de contexto: "Sentí que los medios de comunicación estaban convirtiendo 'The View' en una broma, no que el programa fuese una broma." Time añadió una aclaración a su sitio web: "Vieira aseguró a Time que sus comentarios no pretendían de ninguna manera ser insensibles o despectivos."

### Who Wants to Be a Millionaire
Vieira ha presentado la versión estadounidense del concurso Who Wants to Be a Millionaire desde el estreno de la versión sindicada el 16 de septiembre de 2002. El canal Disney-ABC Domestic Television (anteriormente conocido como Buena Vista Television) ha emitido una versión en horario central con Regis Philbin como presentador. Vieira ganó en 2005 y 2009 el Premio Daytime Emmy a la Mejor Presentadora de Concursos. Además de presentar el programa, Vieira también es productora co-ejecutiva, con una inversión financiera en el programa.
Vieira fue concursante en una edición de celebridades de Who Wants to Be a Millionaire, presentado por Philbin, y ganó 250.000$ para la ONG que eligió. También hizo una aparición sorpresa en la edición especial por el 10° aniversario del programa. Presentó su parte final y le dio a Philbin la oportunidad de responder a una pregunta, para ganar 50.000$ para la ONG de su elección.

### Today

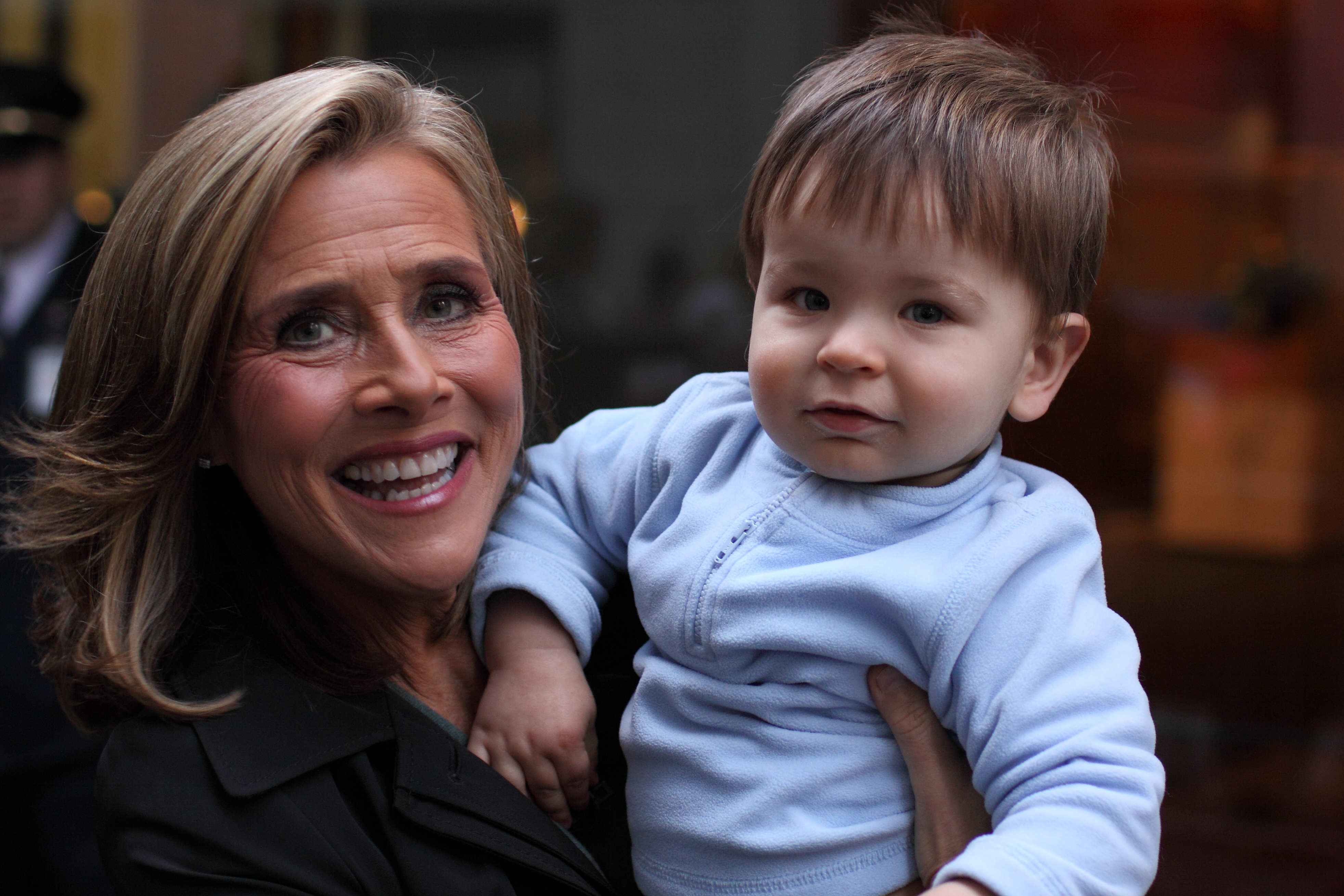
Vieira 2010

El 6 de abril de 2006 Vieira aceptó convertirse en copresentadora de Today, un programa de noticias de la National Broadcasting Company (NBC). Sucedió a Katie Couric, que había anunciado su salida del programa para presentar The CBS Evening News. Al día siguiente Vieira anunció que dejaría el programa para copresentar Today. Asumió así el papel que su compañera en The View, Barbara Walters, de ABC News, había asumido casi cuatro décadas antes durante su trabajo para NBC en los años 1960 y 1970.

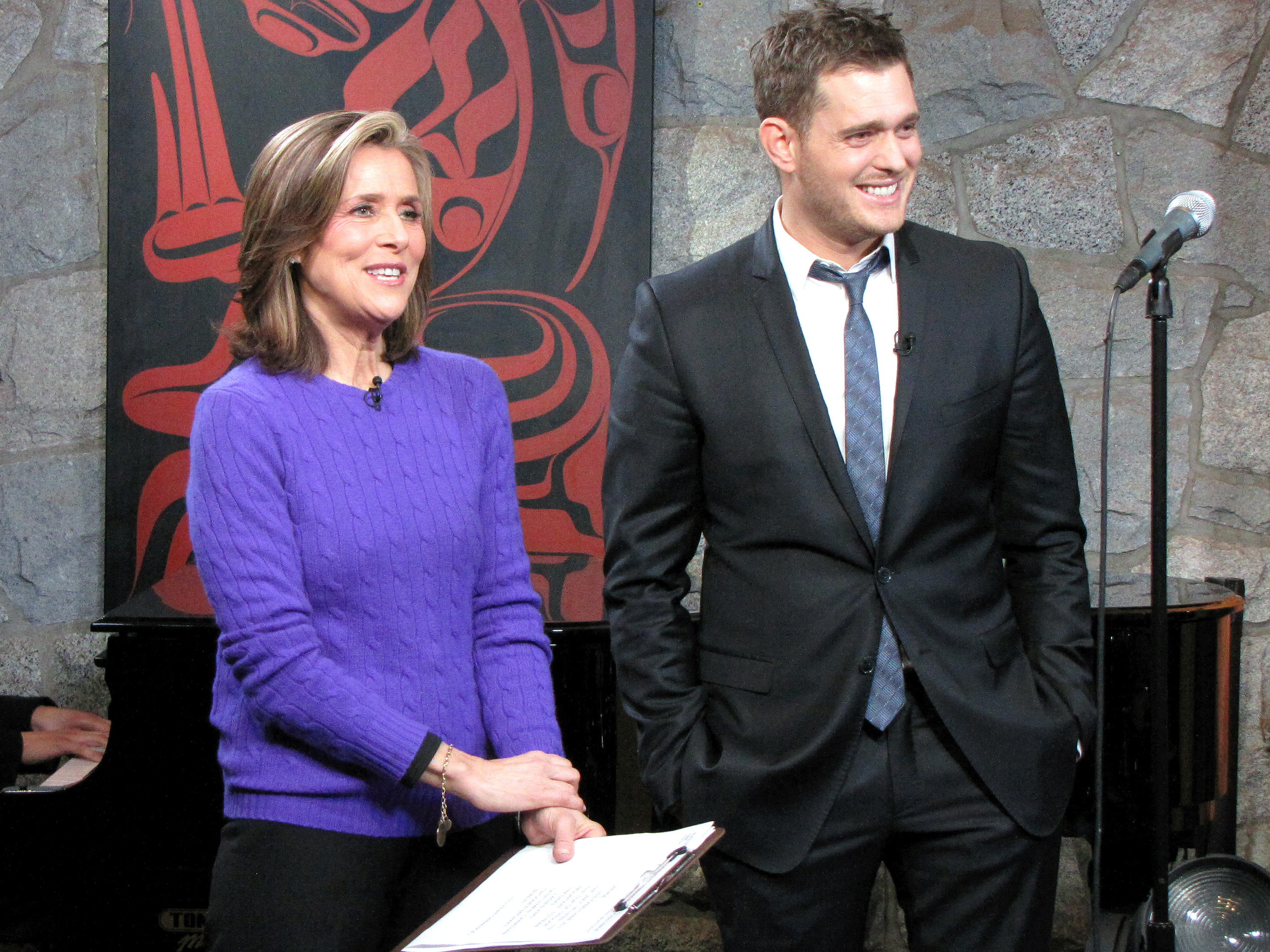
Vieira con Michael Bublé

Vieira copresentó Today con Matt Lauer del 13 de septiembre de 2006 al 8 de junio de 2011. Durante su paso por Today también trabajó en Dateline NBC, que compaginó con su papel de presentadora de Who Wants to Be a Millionaire. Debido a su contrato con Millionaire, a Vieira no se le permitía aparecer en Today durante la emisión del concurso. Apareció pocos minutos durante la tercera hora el 25 de junio de 2008 para Today Throws a Wedding ("Today se va de Boda"), y en la tercera hora completa durante los Juegos Olímpicos de Pekín (agosto de 2008), los Juegos Olímpicos de Vancouver (febrero de 2010) y la investidura presidencial de Barack Obama el 20 de enero de 2009.
El 9 de mayo de 2011 Vieira anunció que dejaría el programa el mes siguiente, pero permanecería en NBC News en un papel indeterminado. Su última aparición fue el 8 de junio de 2011.

### Otras apariciones
Vieira aparece como presentadora en una parodia de Who Wants to Be a Millionaire, llamada Who Wants to Be King of the Jungle?, en el segundo disco de la edición especial en DVD de The Lion King 1½. Los personajes Timón y Pumba aparecen aquí, Timón como concursante y Pumba como miembro del público en el comodín "Poll the Herd" y como ayuda en el comodín "Phone an Animal".
Vieira ha sido imagen de Bayer y apareció en sus anuncios. También presentó el espectáculo previo a los Premios Óscar en 2000, y apareció en varias escenas del espectáculo de Broadway Thoroughly Modern Millie en 2003.
Vieira apareció en la reposición de The Stepford Wives en 2004 como presentadora de un concurso propuesto. Es la presentadora de una serie de cortometrajes que se incluyen en el lanzamiento en DVD de la primera temporada de la serie de ABC Desperate Housewives. También dobla a una reportera de noticias en Madagascar 2: Escape de África y a "Broomsy Witch" en Shrek Forever After.
Vieira se ha interpretado a sí misma, entre otros, en el episodio "Chumdog Millionaire" de El Precio de la historia (Pawn Stars), que cuenta con una secuencia de sueño en que le lee la pregunta de 1.000.000$ a "Chumlee". En una escena de la película de 2010 Get Him to the Greek, los personajes principales aparecen en Today. En una escena en The Ellen DeGeneres Show, ella está frustrada por ser la miembro 300001 de la audiencia, en lugar de ser la 300000, como ella quería.

## Vida personal
Vieira se casó con Richard M. Cohen, un periodista de CBS News, el 14 de junio de 1986. Residen con sus tres hijos en Irvington en el Condado de Westchester, Nueva York. Cohen padece esclerosis múltiple desde los 25 años y ha tenido dos episodios de cáncer colorrectal en 1999 y 2000.

### Equilibrio familiar y profesional
Vieira se unió al equipo de 60 minutos en 1989 tras el nacimiento de su primer niño. Don Hewitt, productor ejecutivo de 60 minutos, le permitió trabajar a tiempo parcial durante dos temporadas para poder cuidar a su hijo. Después de esto, iba a trabajar a tiempo completo. Pero tras dos años, quedó embarazada de nuevo y pidió continuar con el acuerdo a tiempo parcial. Hewitt declinó su solicitud y decidió contratar a alguien a tiempo completo. Su salida del programa causó titulares y abrió un debate a nivel nacional sobre si las mujeres podían compaginar sus familias con sus carreras. Rechazó oportunidades para copresentar The Early Show en CBS y Good Morning America en ABC cuando sus hijos eran pequeños.
Vieira relató sus decisiones sobre su familia y su carrera en el libro Divided Lives: The Public and Private Struggles of Three American Women de Elsa Walsh.

### Honores
En 2006 Vieira recibió el Premio P.T. Barnum de la Universidad Tufts por su trabajo en el campo del entretenimiento y los medios de comunicación.

## Trayectoria
- 1985–1989: West 57th
- 1989–1993: Corresponsal de 60 minutos
- 1992–1993: Copresentadora de CBS Morning News
- 1993–1997: Corresponsal de Turning Point
- Agosto de 1997–junio de 2006: Moderadora de The View
- Septiembre de 2002–presente: Presentadora de Who Wants to Be a Millionaire
- Septiembre de 2006–presente: Colaboradora de Dateline NBC
- Septiembre de 2006–junio de 2011: Copresentadora de Today
- Junio de 2011–presente: Corresponsal especial de NBC News